# Faliskisch
Het Faliskisch is de taal van de Falerii (Zuid-Etrurië, Italië). Het was een Italische taal. Ze is slechts bekend uit een 36-tal korte inscripties, daterende uit de derde en tweede eeuw voor Christus en geschreven in het Italisch alfabet.

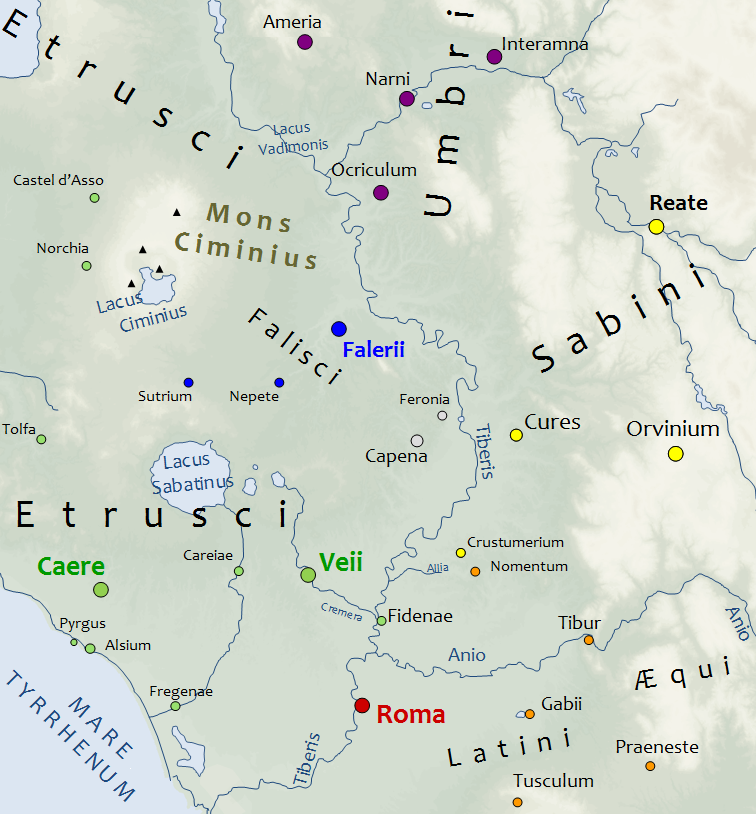
Kaart van Latium halverwege de 5e eeuw v.Chr. De steden waar Faliskisch gesproken werd, staan met een donkerblauw bolletje aangeduid.

Binnen de groep van de Italische talen was het Faliskisch het nauwst verwant met het Latijn en stond het verder af van het Oskisch en het Umbrisch. Een belangrijk kenmerk dat het Faliskisch met het Latijn deelde was het behoud van de klank [kw], waar het Oskisch en Umbrisch deze in een p omzetten: Faliskisch kuando, Latijn quando, Oskisch pannu. Eigenheden van het Faliskisch waren een duidelijke neiging tot progressieve assimilatie (pretod de zenatuo sententiad, met het woord senatu ("senaat") in de genitief senatuo, met een tot z verzachte s), het behoud van de oude f midden in een woord waar die in het Latijn een b werd (carefo tgov. Latijn carebo), het verlies van de slot-s, in elk geval op sommige plaatsen, het behoud van de -d in de ablatief (ook in de alleroudste Latijnse inscripties komt dit verschijnsel nog voor) evenals de verandering van de Indo-Europese gh in f, niet h (fojed - hodie "vandaag").
Het is niet exact bekend wanneer de Faliskische taal uitstierf. Rond 150 voor Christus is een aannemelijk moment, hoewel het Faliskisch ook later uitgestorven kan zijn. In elk geval was de taal na dat moment over haar hoogtepunt heen en gaf ze steeds meer terrein prijs aan het Latijn, wat blijkt uit het feit dat er geen Faliskische inscripties uit latere tijden zijn aangetroffen.